# Святой Эскиль
Эскиль (швед. Eskil, лат. Eskillinus, Eschilus) — шведский святой. Происходил из Англии и проповедовал в Швеции, возможно, был епископом. Погиб мученической смертью от рук язычников. «Житие святого Эскиля» связывает его смерть с восстанием Свейна Язычника, о котором рассказывается также в «Саге о Хервёр». Сам Свейн Язычник упомянут Снорри Стурлусоном, но без связи с Эскилем. Почитается в Скандинавии. От его имени происходит название города Эскильстуны.